# Българско училище „Любознание“
Българско училище „Любознание“ е училище на българската общност в Корк, Република Ирландия.

## История
Училището е второто открито българско училище в страната, на 25 септември 2010 година. Отец Симеон от Българската православна църква в Лондон отслужва водосвет и благослови благородното начинание на българската общност в града.